# François Guillaume Clairain des Lauriers
François-Guillaume Clairain des Lauriers (Rochefort, 13 febbraio 1722 – Rochefort, 10 ottobre 1780) è stato un ingegnere francese, capo costruttore dei vascelli della Marina reale a Rochefort dal 1 aprile 1768 fino alla sua morte.

## Biografia

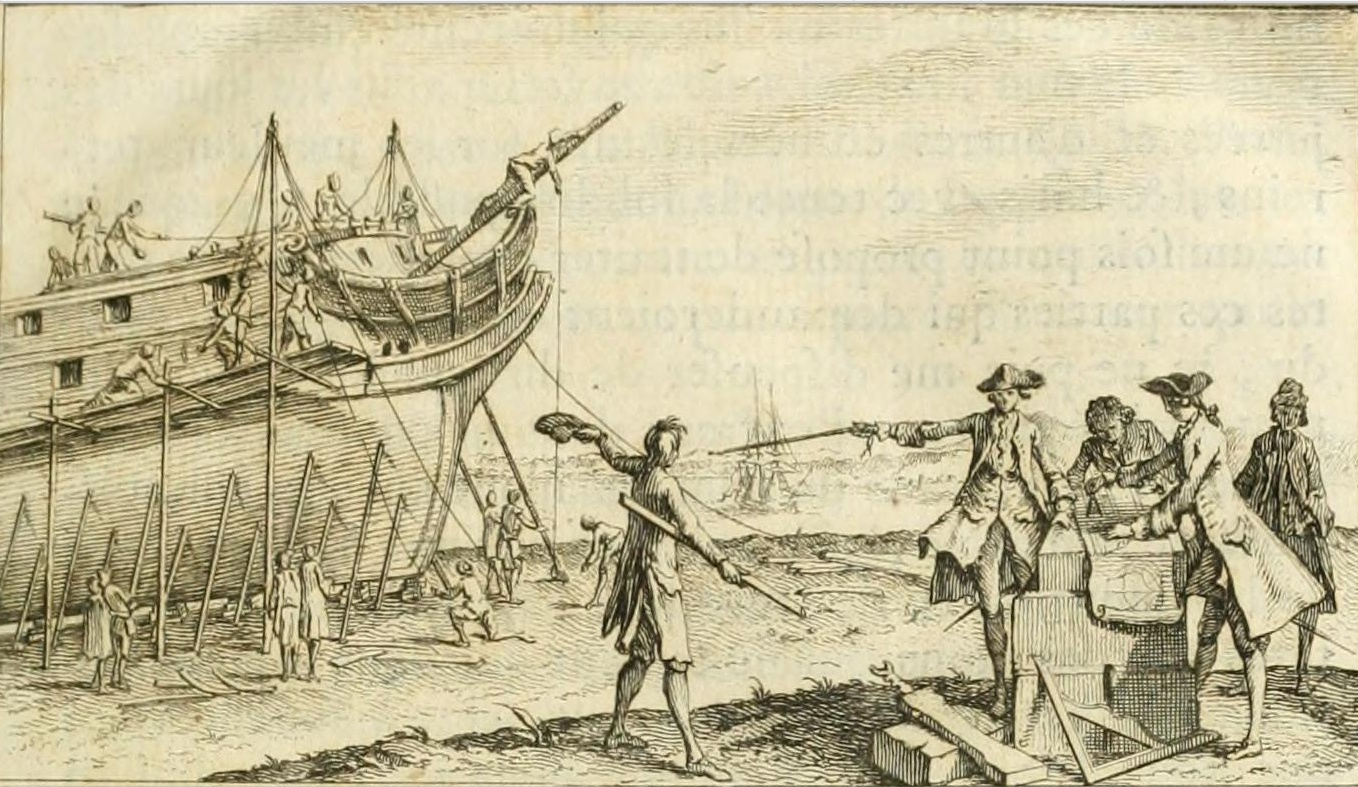
Ingegneri della Marine royale in un cantiere navale alla metà del XVIII secolo. Disegno di Nicolas Ozanne.

Nacque a Rochefort il 13 febbraio 1722, figlio di François Guillaume Clairain des Lauriers, membro del Consiglio superiore della Louisiana, maggiore e chirurgo delle truppe reali della Louisiana e Santo Domingo, e di Marie-Élisabeth Morineau.  Divenne allievo costruttore della marina a Rochefort il 23 aprile 1738, e poi compì studi di matematica a Parigi su ordine del conte Jean-Frédéric Phélypeaux de Maurepas dalla fine del 1740 a quella del 1741.
Fu assegnato in servizio all'arsenale di Brest all'inizio del 1742, divenendo sotto-costruttore il 1 luglio dello stesso anno, e costruttore della Marina il 1 giugno 1747. Nel 1748 effettuò un viaggio di studio a bordo del vascello 1748 l'Intrépide  al fine di calcolare il centro di carena di questa nave. Trasferito  a Rochefort nel 1749, fu promosso capo costruttore dei vascelli della Marina reale il 1 aprile 1768. Qui realizzò vascelli di linea da 64, 74, 80, 90 e 110 cannoni.
Fu nominato membro ordinario dell'Académie de Marine il 31 agosto 1752. Fu fatto nobile il 13 agosto 1765, dopo il riuscito varo del vascello da 90 cannoni Ville de Paris e insignito del titolo di Cavaliere dell'Ordine di San Michele l'8 maggio 1769. Spostato con Marie-Perrine Rivoal, si spense a Rochefort il 10 ottobre 1780.

## Bastimenti

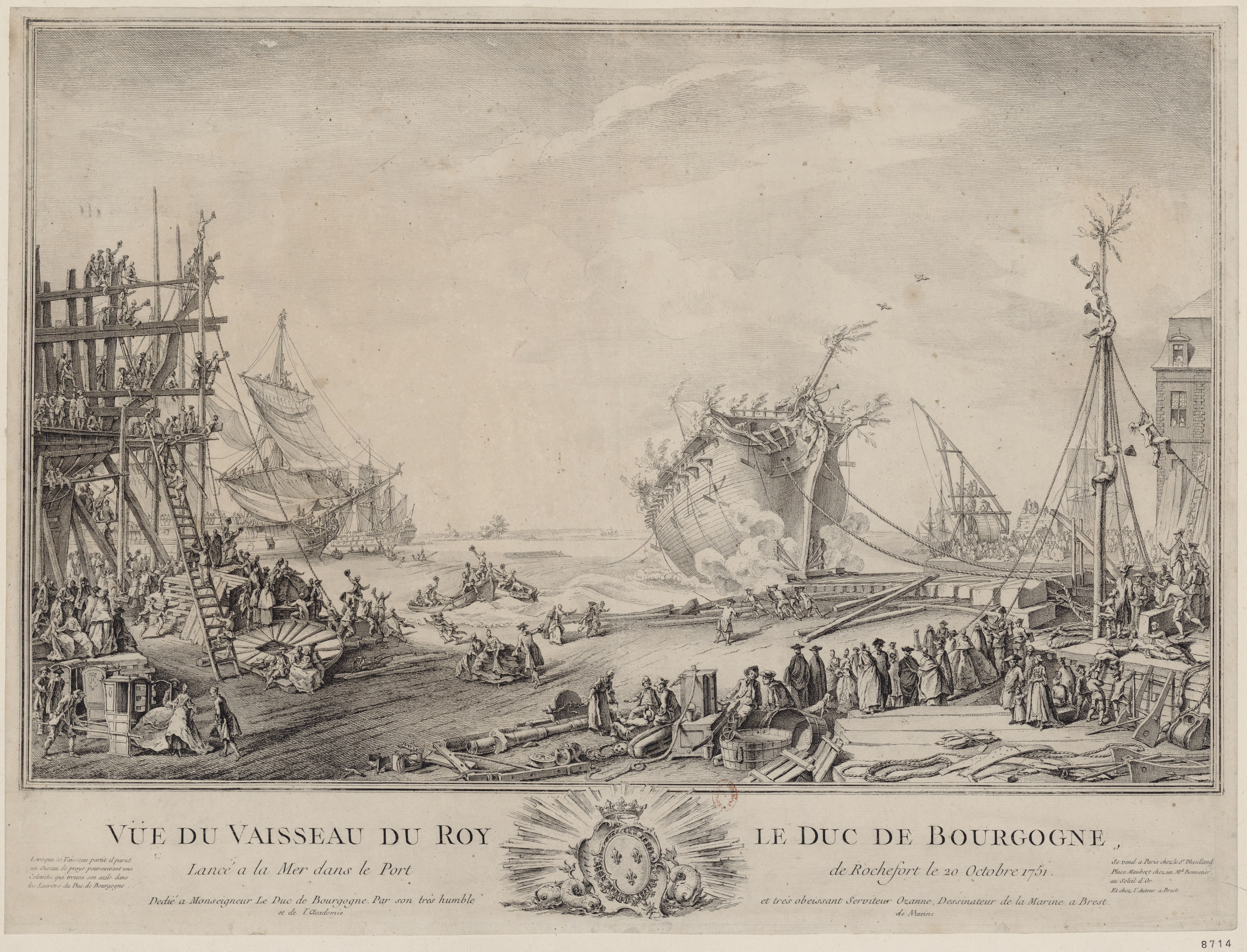
Varo del vascello da 80 cannoni Duc de Bourgogne nel 1751, uno dei grandi vascelli a due ponti da lui concepiti.

Principali bastimento costruiti da François Guillaume Clairain des Lauriers o su suoi piani realizzativi:
- corvetta da 14 cannoni la Valeur (1777-1778),
- corvetta da 20  cannoni la Badine (1780),
- fregata da 32  cannoni la Renommée (1744-1745),
- fregata da 32  cannoni l’Oiseau (1767-1769),
- vascello da 64 cannoni le Protée (1746-1750),
- vascello da 64 cannoni l’Hercule (1747-1750),
- vascello da 64 cannoni le Capricieux (1752-1754),
- vascello da 74 cannoni le Glorieux (1753-1756),
- vascello da 74 cannoni l’Hercule (1778-1779),
- vascello da 74 cannoni le Pluton (1778-1779),
- vascello da 74 cannoni l’Argonaute (1779-1781),
- vascello da 74 cannoni le Brave (1779-1781),
- vascello da 80 cannoni le Duc de Bourgogne (1748-1752),
- vascello da 90 cannoni la Ville de Paris (1757-1764),
- vascello da 110 cannoni l’Invincible (1779-1780).

## Pubblicazioni
- Dissertation sur le deux gouvernails.[1]
- Réponse a un Mémoire qui ha pour titre: Observations sur la constructions actuelle des vaisseaux et sur un nouvelle méthode de conduire leurs fonds.[1]
- Mémoire sur le jaugeage des vaisseaux, des flútes du roi et des navires marchands destinés a porter dans les colonies les effects de S.M..[1]
- Mémoire sur l'approvisionnement des bois e leur conservations.[1]
- Memoire concernent l'établissement des couvertures sur les vaisseaux.[N 1][1]

### Annotazioni
1. ↑  Questo manoscritto era accompagnato da tutta una serie di tavole illustrative che rappresentavano accuratamente tutte le parti costruttive del vascello da 74 cannoni Le Fendant realizzato nel 1773.

### Fonti
1. 1 2 3 4 5 6  Hoefer 1854, p. 633.
2. 1 2 3 4 5 6  Comité des travaux historiques et scientifiques.
3. 1 2  de Grandmaison 1900, p. 470.
4. ↑  de Grandmaison 1900, p. 471.
5. ↑  de Grandmaison 1903, p. 370.